# Iglesia de Santa María la Mayor (Alcalá de Henares)
La iglesia de Santa María la Mayor fue un templo católico que estaba situado en la plaza de Cervantes de Alcalá de Henares. Resultó destruida en 1936 durante la guerra civil española, quedando sus ruinas desde entonces. En la actualidad sus restos acogen una oficina de turismo, una sala de exposiciones temporales y el Centro de interpretación "Los universos de Cervantes" (en el edificio actualmente conocido como "Capilla del Oidor") y un mirador panorámico (en la antigua torre campanario). 

## Historia

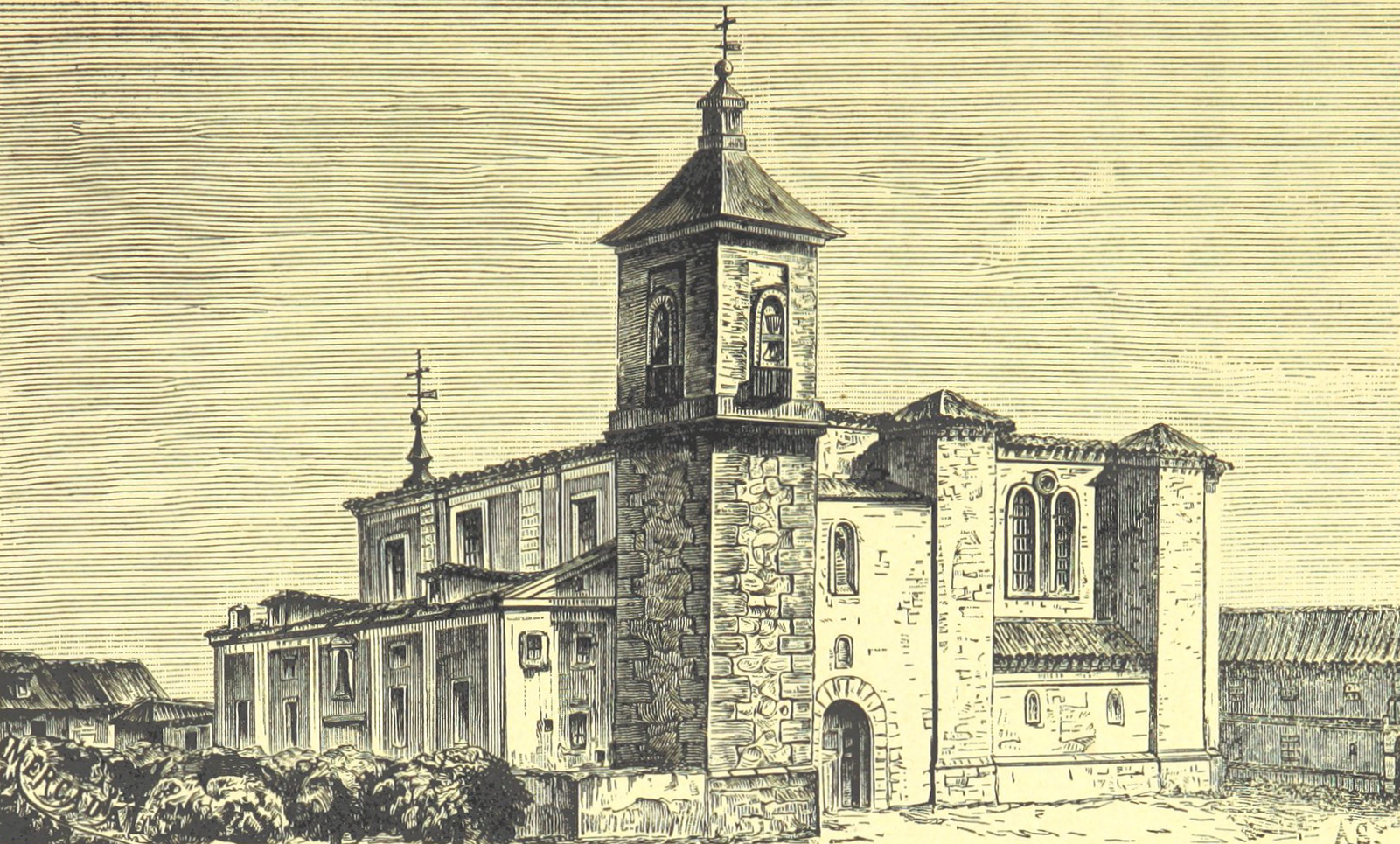
La iglesia hacia 1882 (grabado de Mercadal)

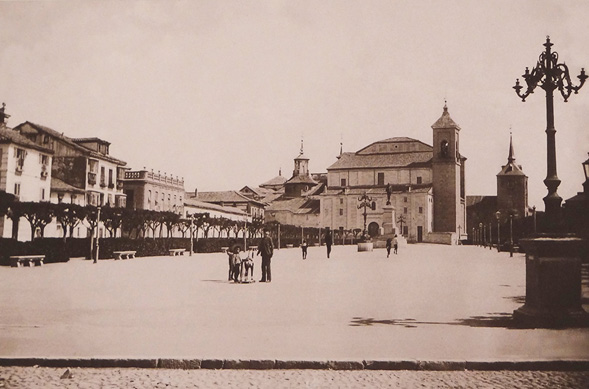
La iglesia, antes de su destrucción, al fondo de la plaza de Cervantes (fotografía ca. 1890)

En este lugar se encontraba en la Edad Media una ermita llamada de San Juan de los Caballeros o de Letrán, donde el Oidor o juez del rey Juan II de Castilla fundó una capilla como panteón familiar. Aquí trasladó en 1454 el arzobispo Alonso de Carrillo la parroquia de Santa María la Mayor, dotándola diez años después de “torre y campanas”. En 1553, ante la decadencia del edificio, se comenzó la construcción de lo que debería haber sido un templo mucho mayor, trazado por Rodrigo Gil de Hontañón, el arquitecto de la Universidad de Cisneros, tirando en parte la ermita. Pero el proyecto no se terminó en toda su extensión, por motivos económicos. Mucho más tarde, a principios del siglo XIX, se erigió la torre actual para sustituir a la inacabada de 1459. Con la destrucción de la iglesia en la guerra civil, los restos se utilizaron para reparar otros edificios, pero no así la torre, de ladrillo, menos utilizable.
La sede de la parroquia fue trasladada a la antigua capilla del colegio mayor de la Compañía de Jesús, en la calle Libreros de Alcalá de Henares, donde continua desde entonces.
En 1905 y coincidiendo con el tercer centenario de la publicación de El Quijote el Ministerio de Instrucción Pública y Bellas Artes restauró la Capilla del Oidor instalando en ella una reconstrucción de la pila bautismal de Miguel de Cervantes.
El 27 de agosto de 1974 el chapitel de la torre sufrió un incendio como consecuencia del castillo de fuegos artificiales de las fiestas de ese año, que acabará destruyéndolo. Se restauró en 1983, rehaciéndose el tejado y recuperándose la veleta y la cruz. Desde 2009, la torre de Santa María se puede visitar, y subir por su interior hasta el campanario mediante una escalera de caracol de aluminio, para contemplar una panorámica completa de la ciudad. Pero como el nido de cigüeñas situado en la cubierta de la torre es objeto de protección, las subidas están restringidas en época de cría.
En 1982 la Capilla del Oidor se rehabilitó como sala de exposiciones municipal, y en 2005, con motivo del cuarto centenario de la publicación de El Quijote, se instaló en uno de sus espacios el centro de interpretación Los universos de Cervantes.

## Edificio
La antigua iglesia de Santa María la Mayor, localizada en el extremo sur de la plaza de Cervantes frente al Ayuntamiento, fue destruida al inicio de la guerra civil española (1936), por lo que únicamente queda el diseño de su planta, marcado en el suelo, y dos estructuras arquitectónicas que han sido restauradas: la torre campanario y el complejo actualmente conocido como capilla del Oidor. 
La Capilla del Oidor original se construyó a comienzos del siglo XV por mandato de Pedro Díaz de Toledo, "relator u oidor" del rey Juan II de Castilla, en lo que por entonces era una ermita bajo la advocación de San Juan de los Caballeros o de Letrán, y en 1454 el arzobispo Carrillo convirtió en iglesia bajo la advocación de Santa María. El edificio que actualmente da acceso a la Capilla del Oidor, de ladrillo y pórtico de piedra, conformado por una nave con bóveda de lunetos y cúpula encamonada, es la antigua capilla del Cristo de la Luz o de Antezana, añadida a la parroquia en el siglo XVII y levantada sobre el solar de la antigua ermita. En este espacio se halla una oficina de turismo y una sala de exposiciones temporales. Junto a él se encuentra la antigua sacristía también empleada como sala de exposiciones. La Capilla del Oidor propiamente dicha, se abre hacia el sur tras un arco peraltado y decorado con yeserías mudéjares que la separa de la capilla del Cristo de la Luz; en su interior contiene la reconstrucción de la pila bautismal de Miguel de Cervantes; actualmente aloja el centro de interpretación Los universos de Cervantes, espacio musealizado dedicado de la figura del escritor alcalaíno.
La torre de Santa María ya no dispone de campanas en su campanario. Mide 34 metros de altura y está construida a base de ladrillo, con un chapitel metálico. Su interior lo ocupa una escalera de caracol construida con aluminio.